# Ptilinop de Tahití
El ptilinop de Tahití (Ptilinopus purpuratus) és una espècie d'ocell de la família dels colúmbids (Columbidae) que habita zones boscoses de les illes de la Societat.